# Шакіровка (Росія)
Шакі́ровка (рос. Шакировка, башк. Шакир) — присілок у складі Архангельського району Башкортостану, Росія. Адміністративний центр Краснокуртівської сільської ради.
Населення — 126 осіб (2010; 128 в 2002).
Національний склад:
- татари — 80 %